# The Tom Green Show
The Tom Green Show var en nordamerikansk talkshow med Tom Green. Den sändes i Kanada på Rogers Television 22 från 1994 till 1996 för att sedan 1997 flytta över till The Comedy Network.
I januari 1999 flyttade showen till USA för att sändas på MTV. Programmet lades dock ner när Green blev sjuk i mars 2000.